# 70年代秀
《70年代秀》（英語：That '70s Show）是美國的一部情景喜劇。于1998年8月23日開始在福克斯電視台播出。在播出了8季之後，于2006年5月18日播畢。敍述在1976年5月17日至1979年12月31日期間威斯康辛州一個虛擬小鎮的故事。
本劇原來企畫的劇名打算叫做《Teenage wastland》之類的，但是導演們突然轉念一想，表示：「取了一個太複雜的名字大概沒有人會記得，只會因為該劇背景設定在1970年代而乾脆提到這部劇時就說『那個'70年代的秀』云云」，所以為了創意之餘順理成章的就把劇名訂為《70年代秀》了。
本劇在劇情上提出種種比較爭議性、難以啟齒的青年生涯議題（例如：大麻、未婚懷孕、打架、同儕壓力、兩性關係、世代隔閡......等等），並以機智和諷刺的幽默，詼諧卻不失真實性的橋段來進行探討。
著名網路串流平台網飛2022年宣布為本劇製作了續集「90年代秀」(That 90's show)並計畫於2023年一月播出。

## 故事簡介
故事發生在1970年代位於威斯康辛州的虛構小鎮點域鎮（Point Place）。主線劇情圍繞著主角Eric Forman和他一家人以及一圈好友的故事，當時的政治以及流行文化元素常常出現在劇中，或者被劇中人物提起。

## 特殊橋段以及劇情要素

### 同步分鏡(Split Screens)
這是本劇中一個相當常見的經典橋段。通常是故事中的情侶感情生活碰到難題，分別跑去找自己的好規密或好基友商量，結果同時間雙方往往在同樣一個議題上，達到完全不搭嘎或完全相反的結論，造成笑點。

### 乎麻圓桌（the Pot circle）
這是本劇中另外一個相當常見的經典橋段。基本上就是一集的故事進行中，該集有關的主要關係人物在佛曼家地下室的圓桌圍一圈，在中間捆著燒大麻，抽到整個茫掉，遂開始做各種愚蠢的行為或說出愚蠢的言論，形成笑點。該橋段由於沒有真的演譯吸食大麻的行為、得以通過當時的電視內容審查而這樣詮釋。

### 呛人（Burn）
當主要青年角色經歷壞事或者是自己闖禍的苦果當頭棒喝時，其他在場「見證這一刻」的青年角色（通常是麥可·凱索）會興奮地说那是一個很好的「呛人」（Burn），並開始嘲笑他。
如果該人士因此不爽，青年中有一個人（通常還是麥可·凱索）就會開始解釋，想辦法說服他說：「甘願承認吧，這的確是個好『呛人』。」

### 腳踢屁股
當主要的大人角色瑞德不爽時（或者偶爾因為劇情走向），常常會跟惹到他的人說他要「用腳踢爛他的屁股」，或者是各種意外而充滿創意的話來嗆聲而形成笑點。但是當海德問瑞德是否真的踢爛過人家的屁股，他回答：「有！在硫磺島......算了我不想談這件事。」

## 主要人物

### 青年
艾瑞克·佛曼（陶佛·葛瑞斯飾演）
艾瑞克·佛曼（Eric Forman）是本作的主角，一個身材瘦弱、個性懦弱、嘴賤，但是善良正派、負責任可靠的典型70年代美國青少年。
第一集從老爸那裏繼承了家裡的房車Vista Cruiser。沉迷《星際大戰》、把天行者路克當成偉人和偶像，要是有人在他面前批評天行者路克他會悲憤的說不出話來。
高中開始為了減輕家裡的經濟負擔開始在連鎖量販店Price Mart打工，還一度在老爸被裁員後成為家裡主要的經濟支柱。曾經在高級餐廳打工，並且自我放逐一年；最後為了大學獎學金毅然拜別父母、唐娜、「狐群狗黨」，而去非洲教書，直到本劇最後一集回來大團圓。（戲外是因為飾演者Topher Grace最後一季辭演的緣故。）
自本劇開始之前便暗戀七歲時搬來自家隔壁的青梅竹馬唐娜，並且和她有一著微妙的「朋友以上，戀人未滿」（第一季）和戀人（第二季以後）關係。他們兩人的分分合合也是劇中故事的主線之一。和唐娜一度論及婚嫁，後來卻因為自己怯懦而逃婚，但後來得到唐娜的諒解。離開點域鎮後和唐娜因為感情維繫不易而分手，直到最後回來大團圓。
初期常常給人感覺很遜的樣子，後期比較不懦弱，並且繼承了自己老爸的那種「高級黑」的諷刺幽默感，偶爾（尤其是開始和唐娜交往後）會逞強使壞，但是艾瑞和唐娜這對劇中的主要情侶卻常常在艾瑞那圈「狐群狗黨」的朋友中扮演負責、爸爸媽媽的角色。
唐娜·潘西亞蒂（蘿拉·普萊潘飾演）
唐娜·潘西亞蒂（Donna Pinciotti）是艾瑞暗戀的青梅竹馬和後來的女朋友，意大利裔，自艾瑞七歲那年搬到他家隔壁而自此認識。雖然艾瑞不願承認，但是他真正迷上唐娜原因是：唐娜第一次見到看她看著入迷呆住的他時惡狠狠地打了一拳，結果當時艾瑞竟然因為她的「強壯」而更傾慕她。唐娜基本上是一個身手矯健個性強勢的女漢子，也相當富有女性主義色彩，艾瑞不僅打球打不過她、打電動打不過她、甚至打架也打不過她。
唐娜雖然個性自信強勢，不過還是也有一些青春期少女的問題。在和艾瑞的感情生活上唐娜常常處於實際上主導的一方，不過她還是傾慕艾瑞的老實可靠甚至總願意在分手後和他復合。（諷刺的是艾瑞克卻頭腦簡單以為他倆的戀情他主導，但是唐娜似乎怎麼也沒怎麼打算戳破這件事。）
唐娜在高中畢業後曾經一度正職當地電台的DJ主持人並取藝名「火辣唐娜」（Hot Donna），後來辭職去讀大學。唐娜雖然偶爾會使壞甚至有時艾瑞有時使壞還是她主導，但是在他們那圈狐群狗黨裡面常常和艾瑞扮演大家的爸爸媽媽的角色。
史蒂芬·海德（丹尼·馬斯特森飾演）
史蒂芬·海德（Steven Hyde）是艾瑞七歲那年認識至今的老朋友。海德基本上是個憤世嫉俗、滿滿叛逆的憤青壞小孩，相信各種陰謀論，卻反對任何宗教信仰。基本上是艾瑞這幫「狐群狗黨」朋友內的超級損友般的存在，所有不好的影響例如：抽大麻、喝酒這種未成年不該做的事都是他帶來的。（他常常需要艾瑞藏他的大麻，但是每次被逮到都說是艾瑞的。）
基本上大家覺得他的這種憤世紀俗的性格和可能和他家教不好有關，他媽媽是學校惡名昭彰的（不）營養午餐阿姨，人稱「噁心阿娜」（Gross Edna），煮菜極其難吃而且不衛生，令全校同學不滿。
他父親巴特·海德（Bud Hyde）很久以前就跟別的女人跑了，雖然曾經一度回來找他 但是因為其身教太差，讓艾瑞他爸瑞德提到巴特就覺得想要扁他。後來在自己老媽也跟別人跑了之後被佛曼一家收留，無形中成為養子般的存在，住在佛曼家地下室的後面隔間裡面。
雖然一副憤世紀俗、反社會人格，但是海德也有負責任的一面，會出去打工幫忙負擔佛曼家的家計。曾在嬉皮士里歐的照相館打工，但基本上都在摸魚。因為自己的老闆里歐在抽大麻抽到神智不清時就會自己開始帶頭摸魚。
後來一度和艾瑞在高級餐廳打工，最後和自己生父威廉·「WB」·巴尼特（William "WB" Barnett）相認，並在自己生父來點域鎮投資的唱片行當店長。
麥可·凱索（艾希頓·庫奇飾演）
麥可·凱索（Michael Kelso）和海德一樣是艾瑞七歲那年認識的老朋友。外表英俊帥氣，身材健美，表面上是艾瑞這幫「狐群狗黨」裡的性感男神，不過實際上由於個性極端幼稚愚蠢，導致雖然本身不是金髮形象上卻還是比較像個男生版的「蠢呆金髮女郎笑話」（dumb blode joke）。曾經試圖搭便車被一個連續少年強姦犯的卡車司機載到，結果對方竟然因為他太蠢而良心發現不忍心對他下手。
常常被海德欺負戲弄而受各種傷（例如不只一次跳下水塔摔傷）。劇情初期主要和賈姬交往但是後來因為劈腿艾瑞的姐姐蘿莉而分手，後來曾經和賈姬短暫複合，直到賈姬覺得他太孩子氣因此再度分手，但是後來賈姬就和海德好上了。後來和女圖書館員布魯克曾有過一夜情，無奈竟然就有了一此多了一個女兒輪流由她和麥可兩人照顧。
曾經定調著名的女性雜誌《柯夢波丹》是「有教育意義的《花花公子》」。後期曾經報考警校被錄取，但是由於個性太愚蠢也太調皮搗蛋遭到退學，最後在芝加哥的一間夜總會當保全人員。在這之前則做過內衣男模也和艾瑞一起在高級餐廳當過服務生，不過他自己最得意也最喜愛也最感到驕傲的打工竟然是「精子捐贈者」，這點讓女友賈姬發現以後差點抓狂。當同伴被「銃康」（Burn）時會興高采烈的點出來。
賈桂琳·「賈姬」·柏哈特（米娜·古妮絲飾演）
賈桂琳·箔菈·柏哈特（Jacqueline Beulah Burkhart）是麥可·凱索初期的女朋友，人稱賈姬（Jackie）。賈姬是個富家千金大小姐，相當自我為中心和強勢並且極端的膚淺、勢利眼，因此初期艾瑞那幫「狐群狗黨」的其他人對她沒有好感，便整天慫恿麥可跟她分手，這也開啟了前面兩季她和麥可分分合合的橋段。
雖然她沒有長期的男友麥可那麼蠢，但是她那不食人間煙火的蠢度也是令人不敢恭維，常常對凡事提出令人當場傻眼觀點和看法。
賈姬的另外一個惱人的地方是非常非常的長舌，常常大聲的一直講一直講到大家都聽到崩潰不想聽下去，甚至艾瑞嚴厲的硬漢老爸瑞德對賈姬私底下取的綽號還是「大聲娘」("The Loud one"/"The Loud Girl")，不過瑞德亦曾表示艾瑞那幫「酒肉朋友」裡面他最喜歡賈姬，因為她懂得「拿手電筒照對的地方」，但是這點他兒子艾瑞卻辦不到這點。
賈姬的罩門是她的中間名箔菈（Beulah），因為她覺得這個名字太土了，只要誰提起她的這個名字她就會情緒崩潰對人施暴。
在劇情的前中期和麥可分手之後似乎逐漸在艾瑞的朋友圈裡得到一席之地。就算不再是麥可的女友，大家雖然對她還是沒什麼好話但是也逐漸把她當成固定班底，甚至她沒來大家還會關心一下她的下落。
中後期甚至還和初期最討厭她的海德有一段情（因為她覺得海德憤世嫉俗的態度酷斃了），但是最後卻意外的和自己一開始歧視瞧不起的費茲成為一對。（其實她初期就對費茲有感情了，但是她的倔強和歧視心理讓她拉不下這臉承認，終於被唐娜點破時還崩潰淚奔。）
費茲（Wilmer Valderrama飾演）
本名不詳、背景如謎的外國交換學生，費茲（FEZ）是「外國交換學生」（Foreign Exchange Student）的簡稱而來的綽號。費茲是艾瑞的朋友圈裡面唯一一個和他或其他人「都沒有一段過去」（doesn't goes way back）的人。
性格上來講本性熱情友善、一直夢想泡美國妞，前期常常因為對美國的懵懂無知顯得很清純天真，但是後期則是越來越油條了。喜愛吃糖果、巧克力等甜食，並甚至一度和「臭味相投」的「大朗达」（Big Rhonda）交往。
費茲主要的笑點基本上都是被海德或者是其他人灌輸一些莫名其妙的美國觀念，結果因此捅了一堆婁子，或者是文化差異帶來的笑話。費茲的一個主要笑點就是當他提到自己原生的母國和自己的本名時，他的講話聲都會剛好被噪音蓋住，所以大家永遠都搞不清楚費茲到底是那國人。
感情生活來講，費茲從一開始就對賈姬一往情深，後來曾經歷過幾段感情，不過最後還是如願以償和賈姬在一起。
曾經在自己學生簽證過期以後，為了留在美國和艾瑞的姐姐蘿莉假結婚騙過移民官，結果艾瑞的硬漢老爸瑞德還因此情緒太激動引發心臟病。
在事業上，費茲一開始打工時是里歐經營的「相片屋」的工讀生，結果因為工作太認真讓里歐備感壓力而把他辭退，後來曾經一度在鎮上的汽機車監理處（DMV）上班，還和人事部經理發生了一段關係。（他原本去該單位應徵的原因是因為他很羨慕監理處的人可以用很溫吞又很機車的態度面對人。）後來在鎮上商場的洗髮店當洗頭小弟，還因為高超的按摩技術和一個常常照顧自己的富婆發展成砲友關係。

### 大人長輩
瑞諾·「瑞德」·佛曼（Kurtwood Smith飾演）
瑞諾·亞伯·「瑞德」·佛曼（Reginald Albert "Red" Forman）是艾瑞和蘿莉的父親，是個參加過二戰、韓戰的硬漢老兵。格性強勢嚴厲、不怒而威，對於自己的兒子艾瑞在他眼中「軟趴趴、缺乏男子氣概」感到十分不滿。:瑞德不爽時常常對人用「踢進你的屁股」（foot in your ass）等有關言論嗆聲，說法還會依照當下情境做出各種有創意的變化。
支持共和黨，並且極端信奉大美國主義，所以不喜歡外國產品，曾經一度因為自己老婆凱姬決定買了日本车丰田而不滿，甚至表示「上回我遇到一個日本製的機器時他媽的正朝著我開火！」不過還是終究接受，並把原來自己開的Vista Cruiser傳承給艾瑞。
不喜歡去教堂喜歡星期天躲家裡看運動轉播。（他的理由是 ：「當年他在南太平洋的海水裡看著自己服役的驅逐艦沉入深淵時，他已經和上帝有了一次『心交心』（heart to heart）」不過這只是一個藉口。）
有一個個信纖細敏感的弟弟馬蒂(也就是艾瑞和蘿莉的「馬蒂叔叔」)，卻對於其以「真情流露」為由多愁善感的生活態度十分不滿，甚至在外人面前還會陰陽怪氣的介紹說馬蒂是自己妹妹。
初期溺愛女兒蘿莉，但是在發現其淫蕩行徑之後便對她徹底失望，雖然嘴裡不願承認但是私底下還是承認並認知到艾瑞是他的子女裡面唯一比較成材的一個。曾經表示當哪天他走掉時他想要臉朝下的埋葬，因為這樣他不喜歡的人就「只能親他的屁股」。
綽號「瑞德」(Red)源於其青年時期曾有一頭亮色的紅髮。
凱姬·佛曼（Debra Jo Rupp飾演）
本名凱瑟琳·安妮·西格森（Katherine Anne Sigurdson）（婚後冠夫姓佛曼（Forman））是艾瑞和蘿莉的母親，是個典型的傳統美國媽媽。凱姬有瑞典人的血統所以會做一些傳統的瑞典食物。較於瑞德比較溺愛蘿莉, 凱姬比較溺愛艾瑞但常常還當他是小孩子。
凱姬的招牌形象是她在尷尬緊張或者是不知道說什麼的時候發出的一陣充滿鼻音的「哈~哈~哈~哈~」的笑聲。
凱姬是佛曼家裡面信教最虔誠、上教堂上的最勤的人，曾經因為全家人都偷懶只有她去教堂而非常害怕他們一家人會下地獄。
凱姬在外本身的工作是一名護士（後來退休），由於當時還是性別歧視的醫療產業而似乎因此沒有辦法當醫生（她本人卻好像不在意），但是她卻因為長期在醫院做護士的工作而累積了不亞於執業醫師的醫療知識和對醫學技術的認知了解。凱姬退休以後曾經一度因為經歷更年期而變得喜怒無常，甚至連一向不怒而威的瑞德都表示相當害怕這個狀態下的她。
凱姬和自己的媽媽和婆婆關係都不好（因為前者喜歡大吼大叫而後者是很毒舌講壞很難聽的人），但是做為「準婆婆」卻相當喜愛和艾瑞分分合合的唐娜，甚至宣布就算她和艾瑞無緣、無緣做她媳婦，她還是把唐娜當女兒一樣的看待。
蘿莉·佛曼（前期Lisa Robin Kelly飾演，後期Christina Moore飾演）
蘿莉·佛曼（Laurie Forman）是瑞德和凱姬的女兒，艾瑞的姐姐，是一個性生活混亂的性開放大學生。從小到大受到爸爸瑞德的溺愛，甚至還得了便宜又賣乖私底下有恃無恐地欺負艾瑞，所以艾瑞非常討厭她，連艾瑞「狐群狗黨」那些青春期精蟲衝腦的男生朋友們也對她不敢恭維。
曾經表示她不想去教堂的原因是去教堂的話她就得穿奶罩。常常一直換男朋友，甚至色誘自己的大學教授，不過因為成績太差終於被大學退學（色誘教授也沒用）。瑞德雖然表面上溺愛她，私底下卻知道自己那個不中看的兒子艾瑞比較成材，並且在親自逮到蘿莉搬出去和男生同居以後對她徹底失望。
蘿莉在中期從主要角色中消失，因為飾演者Lisa Robin Kelly的毒品問題逐漸嚴重而她必須辭演去接受勒戒治療。（Lisa Robin Kelly已於2013年因為藥物濫用併發症過世。）五季末第六季初曾經短暫回歸（這時已經換角成Christina Moore）。
蘿莉的罩門是她出生時長有一條尾巴，後來做手術切除的事（更加深了蘿莉和魔鬼撒旦設定印象上的連結），她不想讓任何人知道這個秘密，但卻在一次艾瑞以為她害他的時候，盛怒之下為了報復她而在眾人面前抖出來，結果令「魔女」蘿莉當場崩潰淚奔。
鮑勃·潘西亞蒂（Don Stark飾演）
鮑勃·潘西亞蒂（Bob Pinciotti）是唐娜的父親、美姬的先生，潘西亞蒂家的一家之主。一個典型的義大利裔美國人，老實、熱情、友善，但是個性有些張揚也不是那麼智慧、頭腦簡單。鮑勃和鄰居瑞德相比常常顯得比較幼稚、不著邊際，常常因為自己家計較佛曼家寬裕，就幹出一些（尤其是在瑞德眼裡看來）「有錢就是任性」、匪夷所思的事，或者在一些異想天開的蠢事上花大錢。初期還不那麼明顯不過後來這種性格越來越鮮明，瑞德便逐漸有點討厭他。雖說如此，鮑伯卻依然還是瑞德生命中少數可以被稱作他的朋友的人。
鮑勃在艾瑞和唐娜進展到三壘之後一度非常討厭艾瑞克，曾經在凱姬面前批判說「最需要懺悔是你那骯髒齷齪地兒子」。但是中期以後由於經歷了不少事漸漸沒有心力去計較艾瑞和唐娜的關係。除了唐娜之外似乎還育有其他女兒。
本身禿頭戴假髮，亦曾表示很羨慕瑞德那般「如此禿頂還如此自信」，並曾一度嘗試摘下假髮，無奈佛曼夫婦在他面前忍不住大爆笑而後又無地自容的自己戴回去。
初期鮑勃是鎮上一家電器行的老闆，曾經一度收留被裁員而失業的瑞德。不過在連鎖量販店Price-Mart來到點域鎮進駐設點後，競爭不過外加瑞德跳槽而宣告倒閉歇業。後來甚至因為離婚支付贍養費而導致潘西亞蒂家一度風水輪流轉的比鄰居佛曼家經濟拮据，但後來因為自己異想天開的一項巧思帶來發明獲得專利權，靠著販賣專利賺得一桶金，又重回了以前相對優渥的生活。
感情方面，一開始和妻子美姬是一對高中時奉子成婚的夫妻，中期離婚。中後期時曾經和經營飼料工廠的女強人蕎安·史杜巴交往，但卻因為磨合不來而分手。後期曾經一度和賈姬的美熟女辣媽潘·柏哈特交往，不過因為還是想念美姬而顯得感情經營上力不從心，所以潘最後自願分手退出讓他有機會有朝一日把美姬追回來。
最後一集房子賣掉搬離點域鎮，跑去佛羅里達州的奧蘭多，在當地買了一間海景套房並且開了一家釣魚用品店。
美姬·潘西亞蒂（坦娅·罗伯茨飾演）
美姬·潘西亞蒂（Midge Pinciotti）是鮑勃的太太，唐娜的母親。沒有職業本身是家庭主婦。是一個金髮碧眼、身材火辣的美熟女，更是街坊鄰里男孩子們心目中的性感女神和永遠的性幻想對象。街坊鄰里的男孩子們見到她總是盯著她的胸部、或者是想辦法不經意地和她發生肢體接觸，不過本人似乎對此渾然不覺。
美姬性格溫柔友善但卻就像「愚蠢的金髮女郎笑話」（Dumb Blode Joke）中對金髮女郎的刻板印象一般，是個兩光到渾然天成完美、詮釋「天然呆」的性感美熟女、甚至有時候性格還有點幼稚、不成熟。
美姬對社會凡事的知識儲備有時遠遠低於周遭的其他大人，有時甚至連一項和她最親的凱姬聽到她的一些天馬行空的言論也會當場翻白眼。（有的時候會跟其他大人說想做一些聽起來相當夢幻不可行的事，然後被在場得其他大人朋友當場打槍。）
美姬和先生鮑勃對性愛的看法相當前衛開放，並且喜歡以冒險增加情趣，但是這卻讓女兒唐娜感到極端困擾。（例如被唐娜撞見在她童年最喜愛坐讀小說的吊床上做愛，結果讓唐娜內心留下不可磨滅的陰影。）
當初結婚是高中小倆口奉子成婚。（Bob說第一眼在化學課上看到美姬，她是全班最高的女孩，美姬則說她一眼看到鮑勃是全班最矮的男孩。不過依照美姬的詭異兩光邏輯，「他的矮卻彌補了他缺乏的身高」。）
除了唐娜之外還有至少一位沒出現在劇中的女兒。原本美姬初期是個普通的家庭主婦，但是後來逐漸無法安於自己的現況的心態開始和鮑勃有所摩擦並且關係逐漸鬧僵，在中期的時候終於和鮑勃在劇中離婚而於主角色群中消失。跑到加州去「追求一個成為百老匯音樂歌舞劇舞者」的夢想。（但是劇外的現實是飾演者Tanya Roberts的先生罹患絕症，所以當時她毅然決定辭演本劇回家照顧老公，所以本劇中期都沒有她的身影，只有後期回來以特別嘉賓的名義客串個幾集。）
蘭納德·「里歐」·清魁（Tommy Chong飾演）
蘭納德·「里歐」·清魁（Leonard "Leo" Chingkwake ）是海德的上司，「照片屋」照相館（"Photo Hut"）的老闆。口頭禪是「～咩」（“～man,”）。一開始是作為海德的老闆而認識大家，但在海德離職後仍然跟大家來往。表面上像是「狐群狗黨」的一個親切、善解人意的長輩，但實際上更像一名損友。
里歐本身是一個抽麻過量而已經永茫掉的邋塌嬉皮士，個性相當隨興甚至永遠在狀況外， 雖然荒誕不經但基本上是一個隨和、人畜無害的存在。（但是他卻說過他是他幾個兄弟姊妹裡面對人生最負責的，還說這是一個「詛咒」，讓人不禁想像他家都是一些怎麼樣的天兵天將們?）
說話時常常慣用或甚至誤用「一語雙關」的英文詞彙，但往往只是想表達文字直接字面上的意思。
里歐擁有極端懶散的工作態度，甚至身為老闆的他還會帶頭打混摸魚。（但是和他邋遢的外表相反的是，家境似乎意外的富裕，因此從來沒有經濟問題。）常常和海德不是在照相館裡面抽大麻抽到神智不清，然後開始對上門的顧客各種胡言亂語，不然就是在櫃檯玩起桌遊並斥責任何上門來叨擾的顧客。
偶爾會從迷幻中醒來，但是會完全沒有迷幻時的記憶。反之，再度茫掉以後先前的記憶會恢復，但卻也沒有清醒時的記憶就是了。
感情生活方面，里歐曾經有一段婚姻並和前妻育有一些孩子。另外在一次骨折住院後，對住院期間照顧自己有加的護士凱姬一見鍾情，不過因為實在太茫而完全無法形成瑞德的情敵。（凯姬甚至對瑞德完全不忌妒感到吃味，結果瑞德還得假裝自己吃醋、裝模作樣地把里歐轟出去才稍微讓凱姬開心一點。）
本身是二戰老兵，並且因為立下赫赫戰功獲頒紫心勳章。(其戰功為曾經開軍卡車隻身突入敵陣，從德軍裝甲師的猛烈擊火射擊中救回一整排伤员而立功。）

## 其他重點劇中人物
凱西·凱索（盧克·威爾遜飾演）
凱西·凱索（Casey Kelso）是麥可·凱索的哥哥，和弟弟麥可一樣:英俊瀟灑、對女生很有一套。不過凱西卻散發一種弟弟沒有的熟男魅力。個性沒有自己弟弟那麼兩光，但是相當慵懶不負責、耍酷，和自己弟弟依樣對女生曼不盡心常常讓女生心碎。
基本上是一個比弟弟麥可還渣的渣男。（這還是依照本身就有點渣的麥可的說法，甚至連自己不成材的弟弟都看不下去。）
曾經在美軍服役，並且役期屆滿退伍。極端熱愛自己的Trans-Am跑車，和別人說話時動不動就要講一下（不過該車從來沒在劇裡出現過）。
在本劇中期艾瑞和唐娜分手的其間因賈姬的介紹一度和唐娜好上形成艾瑞劇中主要的情敵，但是凱西終究不是個好果子而是壞榜樣，唐娜因此開始逃學曠課、抽菸喝酒。
後來在帶唐娜翹課被抓包之後，大人們決定要強制他們分手，然而讓唐娜失望的是在這個壓力下凱西竟然很爽快了就把唐娜甩了，羞愧不安、傷心欲絕的唐娜欲和艾瑞克複合，卻被心碎的艾瑞克以「自己不想做她的『備胎』」而拒絕。雙重打擊下的唐娜就因此和想逃離賈姬逼婚的麥可離家出走，遠走加州，直到對她以往情深、藕斷絲連的艾瑞離家出走去加州請她回來。
後來凱西在也沒有在主線故事中有任何關鍵性戲份，不過偶爾還是會被主要角色們在一些場合遇到。
威廉·巴尼特（Tim Reid飾演）
威廉·「WB」·巴尼特（William "WB" Barnett ）是史蒂芬·海德真正的生父，全名叫做 威廉·詹姆斯·巴尼特（William James Barnett）。WB一個擁有不少財富的黑人實業家，連鎖唱片行 Grooves 的老闆。
最初親子關係被凱姬在填寫因故受傷的海德的住院紀錄而查找資料時，發現了這個人的存在，並且被凱姬當成天大的八卦去到處宣揚，最後終於讓海德去和自己父親相認。他們雖然不同種族卻在性格上有很多相通的地方，例如海德認為自己的「黑人爆炸頭和對人性的不信任」即是遺傳自他父親。
曾經在「噁心阿娜」（Gross Edna）和巴德·海德結婚前和她約會過，但是她卻在懷上海德之後不告而別的跑掉了，而後和巴德結婚。雖然剛開始和自己兒子有摩擦，卻因為父子相通的瀟灑性格而和自己這個後來才相認的兒子打成一片，也迅速地接納的海德。
個性比起海德來講少了陰沉和叛逆，不過和自己的兒子一樣喜歡抽大麻（還會跟自己兒子一起抽）。除了海德之外還有另外一個黑人女兒安姬·巴奈特（Angie Barnett，海德同父異母的姊姊）。
後來曾經在點域鎮投資唱片行並且讓海德當店長，並讓女兒安姬跟弟弟一起上班。
安姬·巴尼特（Megalyn Echikunwoke飾演）
安姬·巴尼特（ Angie Barnett ）是威廉·「WB」·巴尼特（William "WB" Barnett ）的女兒，史蒂芬·海德同父異母的姐姐。似乎較海德年長三到四歲，因為海德和她相認時她已經大學畢業（主修數學系），並且開始在家裡的連鎖唱片行當經理。
雖然一開始和弟弟時有摩擦，但是後來慢慢的走向融洽的姊弟情。曾經一度和麥可·凱索約會而遭到海德反對，但海德表示他的初衷是不想害她心碎而讓安姬十分感動。
安姬一角的命名是來自滾石樂團的一首歌「安姬」。
蕎安·史杜巴（Mo Gaffney飾演）
蕎安·史杜巴（Joanne Stupak）全名是蕎安·瑪格麗特·史杜巴（Joanne Margaret Stupak），是鮑勃第四季和第五季期間的女朋友，也曾經是艾瑞工作的老闆。蕎安是一位事業心強的女強人，自己經營一間加工貓狗寵物飼料的工廠，艾瑞曾經在那裏上班。
和鮑勃相遇相識的原因是鮑勃有一天打算在超市買一堆冷凍食品來吃（因為自己不會煮飯），結果被野路過買東西的她說了幾句，而後因為鮑勃邀請她來家交自己怎麼做烘肉糕（meatloaf）而成為一對。
因為極端強勢的性格和對主菜烤肉廚藝的錙銖必較，所以和一向在兩家家庭聚會時負責烤肉的瑞德不和，因為瑞德覺得她實在太機車了，後來艾瑞在鮑勃和她分手之後也因故被炒魷魚。
潘·柏哈特（布魯克·雪德絲飾演）
潘·柏哈特（Pam Burkhart）是賈姬的母親。本身（有在工作時）是房屋仲介。是一個古銅色肌膚、身材健美的富婆美熟女，更是除了美姬·潘西亞蒂之外，街坊鄰里男孩子們心目中的「第二號」性感女神，和「第二號」永遠的性幻想對象。由於迷戀她火辣的肉體，街坊鄰里的男孩子們（和男大人們）只要看到她出現，就會很裝模作樣的開始表現得很正式，好像自己尊爵不凡特別有格調。
有著和賈姬一樣膚淺勢利眼的性格，我們甚至可以說賈姬的很多令人不敢恭維的習性很可能都是遺傳自她媽。不過賈姬和自己的母親潘卻相當疏遠，主要是因為潘以前對婚姻不忠的種種偷情行為和後來丟下她跑去墨西哥，給她帶來創傷（其中一次這種行為甚至讓她對小丑有無法解釋的無理恐懼）。
原本是賈姬的父親傑克·柏哈特（Jack Burkhart）的妻子，但在傑克被查到勒索以及賄賂而入獄以後和他離婚。（賈姬沒辦法接受這個事實，反而一直想像爸爸是被困在一個赤道國家的原始部落，除了一邊幫助土人之外一邊想辦法逃脫。）
曾經和失婚的鮑勃相戀、同居，但是在其前妻美姬回歸（客串）後，為了成全想再續前緣的鮑勃而甘願退出，最後和女兒和好並搬回柏哈特宅。
妮娜·巴特爾（Joanna Canton飾演）
妮娜·巴特爾Nina Bartell）是費茲的前女友之一，本行是鎮上汽機車監理處（Department of Motor vehicles,DMV）的人事部經理。因為費茲去該單位應徵工作而認識。原本妮娜對費茲沒有興趣，但是卻終究被他的「浪漫異國風情」迷倒而和他走在一塊兒，也讓費茲初嘗了禁果。
妮娜本身是出身自一個白人至上主義的家庭，有對思想極端的父母。這點讓費茲一度想和她分手，不過妮娜卻表示自己不信奉種族主義，並且（另費茲直呼過癮的是）她甚至認為和費茲交往並發生關係是對父母最好的報復。
後來妮娜嫌費茲個性太「黏人」（needy）而和甩了他，費茲便為了追回她而努力改變自己的性格和行為，後來也再度贏回她的芳心。不過費茲卻認為這樣就不是「做自己」而最後還是忍痛和她分手。
「大朗达」（Cynthia Lamontagne飾演）
「大朗达」（Big Rhonda）本名朗达·泰特（Rhonda Tate），是「狐群狗黨」學校的同班同學，也是費茲的前女友之一，是個外表書呆子氣、說話尷尬而直白、思想還十分前衛的女巨人。由於她高大魁武的身形而在班上獲得「大朗达」（Big Rhonda）的綽號，甚至曾經被卡車正面撞上而毫髮無傷。
朗达雖然外表打扮書呆子氣，說話也時常帶來各種尷尬，性觀念卻意外地開放前衛，甚至性經驗也意外的豐富。
當初看上了同樣喜愛甜食費茲而開始和他交往，並且曾經在鎮上發生龍捲風時一度有機會和費茲發生關係。（結果朗达表示自己「龍捲停了就不想做愛」而讓費茲惱怒不已。）後來費茲向凱西學了一些「渣男步數」試圖引誘朗达和他上床，結果功敗垂成，不但自己被朗达甩了還差點被她掐死。
朗达好好的打扮其實是個大美人，這個版本的朗达曾經在「艾瑞和唐娜絕緣」的平行宇宙中出現過。（其實飾演者Cynthia Lamontagne曾經是美國80年代著名的寫真模特兒）
「蕭查某」卡蘿琳（Allison Munn飾演）
「蕭查某」卡蘿琳（Crazy Caroline）本名卡蘿林·杜普利（Caroline Dupree），是費茲的前女友之一，本行是鎮上一間高級餐廳的女服務生。外型甜美可人、行為小鳥依人，把當時吃霸王餐的「狐群狗黨」中的費茲迷得神魂顛倒。在幾番波折之後，費茲也驚喜的得到卡蘿琳的答應而和他成為一對。
可是，上面的驚喜很快就變成驚駭！因為卡蘿琳實際上是一個嫉妒心和佔有慾極強、精神狀態極端不穩定的精神病患者，因而獲得「蕭查某」卡蘿琳這個封號。（曾經對費茲說「要是有一天你趕離我而去，我就一定會殺了你!!!」，費茲聽了還因此哈哈大笑，不過卻在事後看卡蘿琳的一點認真表情，而忽然感到無比的恐懼。）
卡蘿琳的個性喜怒無常，常常上一秒小鳥依人、下一秒卻突然暴怒。「狐群狗黨」中的女性成員（賈姬和唐娜）一旦和費茲有點親近，或不經意地發生肢體觸碰就會發飆並且對人施暴。
後來費茲實在受不了她而甩了他（甚至為此還假裝在和唐娜交往），但是後期曾經一度又和卡蘿琳複合、甚至還論及婚嫁、並讓先前情場失意而立志成為玩咖的費茲結束「千人斬」的生涯。（卡蘿琳還喜孜孜地去偷了一件婚紗說要穿給費茲看）
可是卡蘿琳卻因為撞見當時寄宿在費茲家的賈姬而再度抓狂，而讓費茲後來又甩了她。（不過飾演者Allison Munn卻抱怨自己因為常常演瘋女人的角色，害戲外的影迷都以為私底下和善溫柔的她個性也不正常。）
布蘿克·羅克威爾（沙隆·伊丽莎白飾演）
布蘿克·羅克威爾（Brooke Rockwell）是大艾瑞一行人兩屆的高中學姊，已經畢業，原本是鎮上公立圖書館的館員。身材姣好、貌美如花，談吐也知書達禮、行為舉止也相當優雅。
曾經在一次音樂狂歡節中因為喝得酩酊大醉，糊里糊塗的和麥可·凱索發生一夜情。但是由於形象上的差異，每當麥可提起這件事，「狐群狗黨」裡總是沒有人相信他，因為大家都覺得他是「癩蝦蟆想吃天鵝肉」，直到她後來發現自己懷孕並來找麥可商量。
布蘿克在產下女兒貝茜（Betzy）之後，搬離點域鎮去投靠自己母親並獨自撫養女兒。原本不願愚蠢的麥可相認見面，但卻被後來有所成長的麥可感動（隨然這時的麥可還是很蠢就是了。）而允許他和女兒相認並定期來訪。
莎曼珊·「珊」·倫那德（Jud Tylor飾演）
莎曼珊·「珊」·倫那德（Samantha "Sam" Leonard）是史蒂芬·海德第八季時短期的妻子，本是一名在拉斯維加斯工作的脫衣舞孃。
海德在拉斯維加斯撞見了賈姬和麥可在一塊兒而心碎的跑去脫衣酒店喝酒，卻在再喝得酩酊大醉時糊裡糊塗的和一起喝到掛的跑找了一間小教堂結了婚。事後海德忘了這回事，直到後來見到前來投靠的珊。
後來兩人的婚姻生活也習形同水火，沒想到後來出現了一個前恩客來說他才是珊合法的夫婿，珊其實犯了重婚罪、她和海德的婚姻不具法律效益，海德也順勢結束了這段婚姻，並鬆了一口氣。
凱姬曾一度想要靠色誘瑞德來「找回往日的激情」，歲找珊學習脫衣舞，但卻在色誘瑞德時弄巧成拙的把自己的頭髮點著了！事後只好忍痛花錢設計換了新髮型。
戴夫牧師（Kevin McDonald飾演）
戴夫牧師（Pastor Dave）是點域鎮鎮上教堂的牧師兼教青團輔導長（youth minister），凱姬的摯友，處子之身。
由於害怕自己一家人會下地獄，凱姬請了戴夫牧師來家吃晚飯，順便試圖感化集體翹教會的佛曼一家。結果不僅打家興趣缺缺，蘿莉還一直色誘戴夫牧師而嚴重干擾了感化活動，後來還在玩牌時打出「666」而讓戴夫牧師落荒而逃。
戴夫牧師是個過分開朗、談吐落伍跟不上流行的人，卻「自我感覺良好」的以為自己跟得上時代、很酷。常常會想辦法將一些時下流行話題轉過來講耶穌，卻因為橋段太硬整個「廢到笑」而引來年輕人側目。
戴夫牧師其實也有「不聖潔」的一面，有段期間在瑞德的影響下迷上美式足球，結果自己翹了教會的周日禮拜跑去和瑞德看比賽，還喝啤酒喝到酩酊大醉而鬧事。
查理·李察森（布萊特·哈里森飾演）
查理·李察森（Charlie Richardson）是瑞德軍中同袍的兒子，「狐群狗黨」後期加入的新朋友之一。由於查理個性比艾瑞老實、外向、勇敢、體格也比較強健，瑞德曾經表示查理猶如「他從未有過的一個兒子」，艾瑞也因此感到相當吃味。不過，費茲卻是組裡面最常欺負他的人，因為身為「常常被修理的菜鳥」的費茲終於有「自己的菜鳥」了。
後來查理和其他人在鎮上的老水塔的探險中意外失足摔死，老水塔也改名為「查理·李察森紀念水塔」。查理是第二位被編劇「賜死」的劇中人物。（第一位是艾瑞的祖母柏妮絲（Bernese））
藍迪·帕爾森（Josh Meyers飾演）
藍迪·帕爾森（Randy Pearson）teven Hyde第八季請來唱片行當打雜小弟的員工，棠娜在和艾瑞在受不了一個在美國一個在非洲的遠距離戀愛之下，第二次分手後曾經和他交往一陣子。性格上，藍迪有艾瑞那種嘴賤(Smart mouth)的幽默感和麥可那種帥氣的氣質和對女人很有一套的把妹手腕。藍迪的故事線主要發生在第八季上半認識了棠娜，並在棠娜空窗期時順勢和她好上。但是交往了一陣子之後棠娜還是因為心理放不下艾瑞而和藍迪分手，而後藍迪就再也沒有出現在劇中。

## 外部連結
维基共享资源上的相關多媒體資源：70年代秀
- 互联网电影数据库（IMDb）上《70年代秀》的资料（英文）